# ゴシュユ
ゴシュユ（学名：Tetradium ruticarpum）とはミカン科の植物の一種。（シノニムEuodia ruticarpa）。別名ニセゴシュユ。
中国中～南部に自生する落葉小高木。日本では帰化植物。雌雄異株であるが日本には雄株がなく果実はなっても種ができない。地下茎で繁殖する。8月頃に黄白色の花を咲かせる。

## 生薬
本種またはホンゴシュユ（学名Tetradium ruticarpum var. officinale、シノニムEuodia officinalis）の果実は、呉茱萸（ゴシュユ）という生薬である。独特の匂いと強い苦みと辛味を有し、強心作用、子宮収縮作用などがある。呉茱萸湯、温経湯などの漢方方剤に使われる。
有効成分はインドールアルカロイドのエボジアミン（evodiamine）、ルテカルピン（rutaecarpine）、ヒゲナミン（higenamine）、シネフリンなど。